# جودی میلر
جودی میلر (انگلیسی: Jody Miller؛ زادهٔ ۲۹ نوامبر ۱۹۴۱) یک موسیقی‌دان اهل ایالات متحده آمریکا است. وی از سال ۱۹۶۰ میلادی تاکنون مشغول فعالیت بوده‌است.